# アルベルト・ハイルマン
アルベルト・ハイルマン（Albert Heilmann、1886年6月6日 - 1949年12月20日）は、ミュンヘンで生まれベルリン・ヴィルマースドルフで死去した、ミュンヘン及びベルリンで活躍した建設・開発業者。
1909年、世界観光旅行中来日。アメリカを経てドイツに帰り、父のヤコーブ・ハイルマンの建設会社に管理者として入社。

## 著書
- Heilmann, Albert: Das Europa-Haus in Berlin. Ein neuzeitlicher Grossbau. Seine Entstehungsgeschichte vom ersten Spatenstich bis zur Vollendung. Berlin: Ascher 1931.（ドイツ語）